# Danići
Danići su naseljeno mjesto u općini Gacko, Republika Srpska, BiH.

## Stanovništvo

### 1991.
Nacionalni sastav stanovništva 1991. godine, bio je sljedeći:
ukupno: 71
- Srbi - 71 (100%)

### 2013.
Nacionalni sastav stanovništva 2013. godine, bio je sljedeći:
ukupno: 42
- Srbi - 41 (97,62%)
- ostali, nepoznati i neopredijeljeni - 1 (2,38%)